# Condé-sur-l'Escaut
Condé-sur-l'Escaut és un municipi francès, situat a la regió dels Alts de França, al departament del Nord. L'any 2006 tenia 10.121 habitants. Limita al nord amb Péruwelz, a l'est amb Bernissart, al sud-est amb Saint-Aybert i Thivencelle, al sud amb Quarouble, al sud-oest amb Fresnes-sur-Escaut i a l'oest amb Vieux-Condé.

## Demografia
| Evolució de la població Ehess i INSEE |       |       |       |       |       |       |       |       |
| 1793                                  | 1800  | 1806  | 1821  | 1831  | 1836  | 1841  | 1846  | 1851  |
| -                                     | 5 978 | 6 679 | 7 021 | 5 350 | 5 297 | 5 103 | 5 025 | 5 110 |

| 1856  | 1861  | 1866  | 1872  | 1876  | 1881  | 1886  | 1891  | 1896  |
| ----- | ----- | ----- | ----- | ----- | ----- | ----- | ----- | ----- |
| 5 710 | 5 804 | 4 642 | 4 964 | 4 346 | 4 621 | 5 172 | 4 772 | 4 481 |

| 1901  | 1906  | 1911  | 1921  | 1926  | 1931  | 1936  | 1946  | 1954  |
| ----- | ----- | ----- | ----- | ----- | ----- | ----- | ----- | ----- |
| 4 960 | 5 310 | 5 213 | 4 503 | 6 708 | 7 228 | 7 053 | 7 114 | 9 137 |

| 1962   | 1968   | 1975   | 1982   | 1990   | 1999   | 2006 | 2011 | 2016 |
| ------ | ------ | ------ | ------ | ------ | ------ | ---- | ---- | ---- |
| 14 066 | 13 607 | 13 994 | 13 671 | 11 289 | 10 527 | -    | -    | -    |

| 2019 | - | - | - | - | - | - | - | - |
| ---- | - | - | - | - | - | - | - | - |
| -    | - | - | - | - | - | - | - | - |

## Administració
| Període | Identitat   | Partit |
| ------- | ----------- | ------ |
| 2001-   | Daniel Bois | PRG    |

## Agermanament
- Quaregnon
- Besigheim
- Bátaszék
- Newton Abbot
- Ay (Marne)